# Smiling Fish 2000
Der Smiling Fish 2000 im Badminton fand Anfang Mai 2000 in Trang statt.

## Sieger und Platzierte
| Disziplin    | Gold                                         | Silber                                | Bronze                                            |
| ------------ | -------------------------------------------- | ------------------------------------- | ------------------------------------------------- |
| Herreneinzel | Anupap Thiraratsakul                         | Jakrapan Thanathiratham               | Monwat Thuwanimitkul                              |
| Herreneinzel | Anupap Thiraratsakul                         | Jakrapan Thanathiratham               | Bing Yang                                         |
| Dameneinzel  | Jiang Yanmei                                 | Fatimah Kumin Lim                     | Fan Jing Jing                                     |
| Dameneinzel  | Jiang Yanmei                                 | Fatimah Kumin Lim                     | Liu Fan Frances                                   |
| Herrendoppel | Ge Cheng Tao Xiaoqiang                       | Patapol Ngernsrisuk Sudket Prapakamol | Hendri Kurniawan Saputra Wandry Kurniawan Saputra |
| Herrendoppel | Ge Cheng Tao Xiaoqiang                       | Patapol Ngernsrisuk Sudket Prapakamol | Prommas Jiam-Aat Anurak Thiraratsakul             |
| Damendoppel  | Sathinee Chankrachangwong Thitikan Duangsiri | Jiang Yanmei Fatimah Kumin Lim        | Duanganong Aroonkesorn Kunchala Voravichitchaikul |
| Damendoppel  | Sathinee Chankrachangwong Thitikan Duangsiri | Jiang Yanmei Fatimah Kumin Lim        | Tao Xiaolan Zhou Bingqing                         |
| Mixed        | Tao Xiaoqiang Tao Xiaolan                    | Hendri Kurniawan Saputra Jiang Yanmei | Jakrapan Thanathiratham Salakjit Ponsana          |
| Mixed        | Tao Xiaoqiang Tao Xiaolan                    | Hendri Kurniawan Saputra Jiang Yanmei | Liu Bing Methinee Narawirawuth                    |